# Ionoscopus
Ionoscopus es un género extinto de peces actinopterigios prehistóricos. Fue descrito por Costa en 1853.
Vivió en Alemania, Italia y España.